# Кентинарій
Кентинарій (centinarium) — міра ваги, об'єму та грошей у Візантії.
Один кентинарій дорівнював близько 32,7 кілограмам або 100 літрам (фунтам). Для сипучих тіл один кентинарій відповідав 37-39 літрам.
Як грошова одиниця кентинарій вміщував 100 літрів при перерахунку на гроші золотом і становив становив 7200 номізмів.
У пізні часи Візантії вага кентинарію збільшилася до 56,1 кг.